# Edmond Lacoste
Pour les articles homonymes, voir Lacoste.
Edmond Lacoste, né à Tournai, en Belgique, le 19 juin 1892 et mort à Vichy, en France, le 29 avril 1983, est un médecin, historien, critique et poète de langue latine, adepte du latin vivant. Il s'était établi à Armentières.

## Biographie
Edmond Lacoste publia une œuvre critique en français et préféra la langue latine pour exprimer ses élans poétiques.
Il collabora avec l'architecte Henry Lacoste, son frère, pour lui trouver des inscriptions latines de style lapidaire destinées à orner certains de ses bâtiments.

## Œuvres

### En français
- Bayle nouvelliste et critique littéraire, Paris, 1929
- Essais et réflexions d'humanisme, Lille, 1961
- Quelques réflexions sur "l'origine photochimique de la vie", Lille, 1962
- Les dernières semaines d'Alfred Loisy, suivi de quelques Souvenirs, Lille, 1963
- Variétés littéraires, Lille, 1964
- Esquisses de littérature et de morale, Lille, 1967
- Mélanges de littérature, Lille, 1969
- Études et croquis, Lille, 1973
- Derniers Essais, Lille, 1976
- Regain, Lille, 1977

### En latin
- Silves latines et françaises, Lille, 1962
- SILVARUM liber quartus, Lille, 1971